# Hieracium ariglaucoides
Hieracium ariglaucoides es una especie de planta con flor del género Hieracium, de la familia Asteraceae, orden Asterales.

## Distribución
Hieracium ariglaucoides se distribuye por Noruega.

## Taxonomía
Fue descrita científicamente por Notø. Fue publicada en Nyt Mag. Naturvidensk. 61: 249 (1924).